# Trestienii de Jos
Trestienii de Jos – wieś w Rumunii, w okręgu Prahova, w gminie Dumbrava. W 2011 roku liczyła 175 mieszkańców.